# FC Brentford
Der FC Brentford (offiziell: Brentford Football Club) ist ein englischer Fußballverein aus Brentford, im Westen von London gelegen. Der Klub, dessen Spitzname The Bees (Die Bienen) ist, stieg nach der Saison 2020/21 in die erstklassige Premier League auf.

## Geschichte

### Gründungsphase und Zeit bis 1939
Der Verein wurde im Jahr 1889 zunächst mit dem Ziel gegründet, eine Winteraktivität für den ansässigen Ruderverein Brentford Rowing Club zu etablieren. Der Klub spielte in seinen Anfangsjahren stets in den niedrigen Ligen der Football League und konnte keine nennenswerten Erfolge feiern. Im Jahr 1904 zog der FC Brentford in den heute noch als Heimspielstätte genutzten Griffin Park um. Im Jahr 1921 war der Verein Gründungsmitglied der Third Division South und ab den späten 1920er-Jahren durchlief er bis in die 1930er eine positive sportliche Entwicklung. In der Saison 1929/30 gewann Brentford alle 21 Heimspiele. Trotz dieses im englischen Fußball bis zum heutigen Tag einzigartigen Rekords verpasste der Verein den Aufstieg. Nach weiteren knappen aber vergeblichen Versuchen stieg Brentford dann 1933 letztendlich in die Second Division auf. Nur zwei Jahre später qualifizierte man sich sogar für die First Division und schloss die erste Saison in der obersten englischen Spielklasse auf einem überraschend guten fünften Platz, dem bis heute besten Resultat in der gesamten Vereinsgeschichte, ab. Der Verein konnte sich, unter anderem durch zwei sechste Plätze in den beiden folgenden Spielzeiten, im weiteren Verlauf des Jahrzehnts in der Eliteklasse etablieren, bis dann der Ausbruch des Zweiten Weltkrieges den Spielbetrieb unterbrach.

### 1945–1989
Während des Krieges nahm der Verein am London War Cup teil und verlor zunächst im Jahr 1941 das Finale im Wembley-Stadion gegen den FC Reading, gewann dann jedoch nur ein Jahr später gegen den FC Portsmouth. Der Verein stieg in der ersten Saison nach der Wiederaufnahme des Spielbetriebs ab und nach einem kontinuierlichen sportlichen Abwärtstrend musste Brentford 1954 den Gang in die dritte Liga und 1962 sogar in die Fourth Division antreten. Trotzdem fiel in diese Zeit der Besucherrekord des Klubs: Am 26. Februar 1949 kamen im FA-Cup-Spiel gegen Leicester City 38.678 Zuschauer. Der Fortbestand des Vereins war in den späten 1960er-Jahren durch eine drohende Übernahme durch die Queens Park Rangers akut gefährdet und konnte nur durch einen Notkredit über 104.000 Pfund abgewendet werden. Brentford pendelte in dieser Zeit stetig zwischen der dritten und vierten Liga hin und her. Den Aufstiegen der Jahre 1963, 1972 und 1978 standen jeweils Abstiege in den Jahren 1966 und 1973 gegenüber. Höhepunkte dieser Zeit waren das Erreichen des Endspiels der Freight Rover Trophy im Wembley-Stadion im Jahr 1985, in dem der Verein gegen Wigan Athletic verlor und das Vordringen 1989 im FA Cup, nach drei Siegen gegen höherklassigere Mannschaften, bis ins Viertelfinale, in dem man dann dem aktuellen Meister aus Liverpool unterlag.

### 1990 bis heute
Nach 45-jähriger Abwesenheit gelang Brentford 1992 als Meisterschaftserstem die Rückkehr in die zweite Liga, die nach der Einführung der Premier League nun Division One hieß. Nach dem direkten Wiederabstieg in der anschließenden Saison, scheiterte der Verein mehrfach nur knapp an einem erneuten Aufstieg. Im Jahr 1994 verpflichtete Brentford mit dem entscheidenden Torschützen des FA-Cup-Finalspiels von 1970, David Webb, einen früheren Spieler des FC Chelsea als neuen Trainer. Mit ihm erreichte der Verein zweimalig die Play-off-Spiele. Im Finale der Ausscheidungsspiele verlor der Klub 1997 dabei im Wembley-Stadion gegen Crewe Alexandra. Im anschließenden Jahr stieg der Verein dann sogar wieder in die vierte Liga ab und kehrte als Meister dieser Spielklasse im Jahr 1999 und dem neuen Trainer und Präsidenten Ron Noades in die Drittklassigkeit zurück. Im Jahr 2002 verpasste der Verein unter Trainer Steve Coppell aufgrund einer Niederlage im Play-off-Finale gegen Stoke City erneut nur knapp den Aufstieg in die zweite Liga, nachdem kurz zuvor der direkte Aufstieg in den letzten Minuten noch verspielt worden war. Auch im Jahr 2005, unter dem neuen Trainer Martin Allen und nach einem vierten Platz in der Abschlusstabelle, musste man Sheffield Wednesday mit 1:3 Toren nach beiden Play-off-Endspielen den Vortritt lassen. Am 20. Januar 2006 wurde mit Greg Dyke der vormalige Generaldirektor der BBC nach der Übernahme der Initiative Bees United mittels eines Brentford Supporters Trusts zum neuen Präsidenten ernannt. In der Saison 2005/06 machte der Verein zudem im FA Cup auf sich aufmerksam, als er in der vierten Runde den Erstliga-Abstiegskandidaten aus Sunderland mit 2:1 besiegte. Erneut wurden die Playoffs erreicht. Aber trotz eines 1:0-Auswärtssiegs im ersten Halbfinale gegen Swansea City schied man wegen der 0:2-Heimpleite gegen die Waliser aus und verpasste damit den Aufstieg.
Nach dem Abstieg in der Spielzeit 2006/07 kehrte der FC Brentford nach Ablauf der Saison 2008/09 als Meister der Football League Two in die drittklassige Football League One zurück. Zum Ende der Saison 2013/14 gelang nach über 20 Jahren der Aufstieg in die zweithöchste Spielklasse im englischen Profifußball, die Football League Championship. Nachdem das Team in der Folgezeit in der Championship Fuß fassen konnte, erreichte man zum Ende der Saison 2019/20 die Aufstiegs-Playoffs für die Premier League. Konnte man sich im Halbfinale noch gegen Swansea City durchsetzen, so gab es im Finale eine 1:2-Niederlage gegen den FC Fulham. Im Jahr darauf erreichten die Bees wieder das Playoff-Finale, konnten es diesmal jedoch gewinnen (2:0 gegen Swansea City) und stiegen so zur Spielzeit 2021/22 erstmals in die Premier League auf.

## Aktueller Kader 2024/25
Stand: 29. April 2025
| Nr.        | Nat.                         | Name               | Geburtstag    | im Verein seit |
| Tor        | Tor                          | Tor                | Tor           | Tor            |
| ---------- | ---------------------------- | ------------------ | ------------- | -------------- |
| 01         | Niederlande                  | Mark Flekken       | 13. Juni 1993 | 2023           |
| 12         | Island                       | Hákon Valdimarsson | 13. Okt. 2001 | 2024           |
| 13         | England                      | Matthew Cox        | 2. Mai 2003   | 2024           |
| Abwehr     |                              |                    |               |                |
| 02         | Schottland                   | Aaron Hickey       | 10. Juni 2002 | 2022           |
| 03         | England                      | Rico Henry         | 8. Juli 1997  | 2016           |
| 04         | Niederlande                  | Sepp van den Berg  | 20. Dez. 2001 | 2024           |
| 05         | Jamaika                      | Ethan Pinnock      | 29. Mai 1993  | 2019           |
| 16         | England                      | Ben Mee            | 21. Sep. 1989 | 2022           |
| 20         | Norwegen                     | Kristoffer Ajer    | 17. Apr. 1998 | 2021           |
| 21         | England                      | Jayden Meghoma     | 28. Juni 2006 | 2024           |
| 22         | Irland                       | Nathan Collins     | 30. Apr. 2001 | 2023           |
| 33         | Italien                      | Michael Kayode     | 10. Juli 2004 | 2025           |
| 36         | Korea Sud                    | Kim Ji-soo         | 24. Dez. 2004 | 2024           |
| Mittelfeld |                              |                    |               |                |
| 06         | Danemark                     | Christian Nørgaard | 10. März 1994 | 2019           |
| 08         | Danemark                     | Mathias Jensen     | 1. Jan. 1996  | 2019           |
| 10         | England                      | Josh Dasilva       | 23. Okt. 1998 | 2018           |
| 14         | Portugal                     | Fábio Carvalho     | 30. Aug. 2002 | 2024           |
| 18         | Ukraine                      | Jehor Jarmoljuk    | 1. März 2004  | 2023           |
| 24         | Danemark                     | Mikkel Damsgaard   | 3. Juli 2000  | 2022           |
| 25         | England                      | Myles Peart-Harris | 18. Sep. 2002 | 2021           |
| 26         | Turkei                       | Yunus Emre Konak   | 10. Jan. 2006 | 2024           |
| 27         | Deutschland                  | Vitaly Janelt      | 10. Mai 1998  | 2020           |
| 28         | England                      | Ryan Trevitt       | 12. März 2003 | 2021           |
| 32         | England                      | Paris Maghoma      | 8. Mai 2001   | 2024           |
| Sturm      |                              |                    |               |                |
| 07         | Deutschland                  | Kevin Schade       | 27. Nov. 2001 | 2023           |
| 09         | Brasilien                    | Igor Thiago        | 26. Juni 2001 | 2024           |
| 11         | Kongo Demokratische Republik | Yoane Wissa        | 3. Sep. 1996  | 2021           |
| 19         | Kamerun                      | Bryan Mbeumo       | 7. Aug. 1999  | 2019           |
| 23         | England                      | Keane Lewis-Potter | 22. Feb. 2001 | 2022           |
| 39         | Brasilien                    | Gustavo Nunes      | 20. Nov. 2005 | 2024           |

## Bekannte ehemalige Spieler
- Tommy Lawton 1951–1953
- Stewart Houston 1972–1973
- Andy Sinton 1985–1989
- Les Ferdinand 1986–1987
- Paul Merson 1987
- Christian Eriksen 2022

## Trainer
- Uwe Rösler (2011–2013)
- Thomas Frank (2018–2025)
- Keith Andrews (seit 2025)

## Ligazugehörigkeit
- 1920–1933: Football League Third Division
- 1933–1935: Football League Second Division
- 1935–1947: Football League First Division
- 1947–1954: Football League Second Division
- 1954–1962: Football League Third Division
- 1962–1963: Football League Fourth Division
- 1963–1966: Football League Third Division
- 1966–1972: Football League Fourth Division
- 1972–1973: Football League Third Division
- 1973–1978: Football League Fourth Division
- 1978–1992: Football League Third Division
- 1992–1993: Football League First Division
- 1993–1998: Football League Second Division
- 1998–1999: Football League Third Division
- 1999–2004: Football League Second Division
- 2004–2007: Football League One
- 2007–2009: Football League Two
- 2009–2014: Football League One
- 2014–2021: Football League Championship / EFL Championship
- 2021–0000: Premier League